# Oreophryne zimmeri
Oreophryne zimmeri é uma espécie de anfíbio anuro da família Microhylidae.
É endémica da Indonésia.